# Conte di Dalhousie

Stemma del capo del clan Ramsay, il conte di Dalhousie.

Conte di Dalhousie, nella contea di Midlothian, è un titolo nel pari di Scozia, detenuto dal capo del Clan Ramsay.

## Storia
La famiglia discende da Sir George Ramsay, che rappresentò Kincardineshire nel Parlamento scozzese nel 1617. Nel 1618 è stato elevato al pari di Scozia come Lord Ramsay di Melrose. Tuttavia, poiché non gli piaceva il titolo lo cambiò, attraverso una lettera di Giacomo VI nel 1619, in Lord Ramsay di Dalhousie.
Gli succedette il figlio maggiore, il secondo Lord, che rappresentò Montrose (1617-1621) nel Parlamento scozzese ed ha servito come sceriffo di Edinburghshire. Nel 1633 fu creato Lord Ramsay di Keringtoun e conte di Dalhousie. Suo nipote, il terzo conte, combatté nella battaglia di Bothwell Bridge nel 1679. Il figlio maggiore, il quarto conte, è stato ucciso in un duello contro Lord Hamilton. Egli era celibe e gli succedette suo fratello minore, il quinto conte. Era un colonnello della Guardia Scozzese e il generale di brigata nell'esercito britannico e ha combattuto nella guerra di successione spagnola.
Gli succedette suo cugino di primo grado, il sesto conte. Era il figlio del capitano John Ramsay, secondo figlio del primo conte. Gli succedette il nipote, il settimo conte. Egli era il figlio maggiore di Lord Ramsay. Morì celibe e gli succedette il fratello minore, l'ottavo conte. Si sedette nella Camera dei lord come rappresentante pari scozzese (1774-1787). Gli succedette il figlio maggiore, il nono conte. Egli era un soldato distinto e servì come governatore Generale del Canada e come Comandante in Capo dell'India. Nel 1815 fu creato barone di Dalhousie.
Gli succedette il figlio maggiore superstite, il decimo conte. Egli è stato un influente politico Tory e servì anche come governatore generale dell'India (1847-1856). Nel 1849 fu creato marchese di Dalhousie. Lord Dalhousie assunse il cognome aggiuntivo di Broun di Colstoun. Non aveva eredi maschi e alla sua morte, nel 1860, il marchesato e baronia del 1815 si estinsero. Gli succedette nei titoli scozzesi il suo primo cugino l'undicesimo conte, aggiungendo il cognome di Ramsay. Gli succedette nei titoli scozzesi il suo primo cugino, il dodicesimo conte. Era il secondo figlio di John Ramsay, quarto figlio dell'ottavo conte. Lord Dalhousie era un ammiraglio della Royal Navy. Nel 1875 fu creato barone Ramsay.
Gli succedette il figlio maggiore, il tredicesimo conte, politico liberale che servì sotto William Ewart Gladstone, come Segretario di Stato per la Scozia nel 1886. Il suo figlio maggiore, il quattordicesimo conte, era un capitano della Guardia Scozzese e colonnello onorario nel North Scottish Royal Garrison Artillery. Gli succedette il figlio maggiore, il quindicesimo conte. Morì celibe e gli succedette suo fratello minore, il sedicesimo conte. A partire dal 2010 i titoli sono detenuti da suo figlio maggiore, il diciassettesimo conte.

## Lord Ramsay di Dalhousie (1618)
- George Ramsay, I Lord Ramsay di Dalhousie (?-1629)
- William Ramsay, II Lord Ramsay di Dalhousie (?-1672) (creato conte di Dalhousie nel 1633)

## Conti di Dalhousie (1633)
- William Ramsay, I conte di Dalhousie (?-1672)
- George Ramsay, II conte di Dalhousie (?-1674)
- William Ramsay, III conte di Dalhousie (?-1682)
- George Ramsay, IV conte di Dalhousie (?-1696)
- William Ramsay, V conte di Dalhousie (?-1710)
- William Ramsay, VI conte di Dalhousie (1660-1739)
- Charles Ramsay, VII conte di Dalhousie (?-1764)
- George Ramsay, VIII conte di Dalhousie (?-1787)
- George Ramsay, IX conte di Dalhousie (1770-1838)
- James Broun-Ramsay, X conte di Dalhousie (1812-1860) (creato marchese di Dalhousie nel 1849)
- Fox Maule-Ramsay, XI conte di Dalhousie (1801-1874)
- George Ramsay, XII conte di Dalhousie (1806-1880)
- John Ramsay, XIII conte di Dalhousie (1847-1887)
- Arthur Ramsay, XIV conte di Dalhousie (1878-1928)
- John Ramsay, XV conte di Dalhousie (1904-1950)
- Simon Ramsay, XVI conte di Dalhousie (1914-1999)
- Hubert Ramsay, XVII conte di Dalhousie (1948)

L'erede apparente è il figlio dell'attuale conte, Simon David Ramsay, Lord Ramsay (1981).

## Marchesi di Dalhousie (1849)
- James Broun-Ramsay, I Marchese di Dalhousie (1812-1860)